# Waarschoot
Waarschoot est une ancienne commune néerlandophone de Belgique située en Région flamande, dans la province de Flandre-Orientale. C'était une commune à part entière avant sa fusion avec Lovendegem et Zomergem au 1er janvier 2019 devenant ainsi une section de la nouvelle commune de Lievegem.

## Démographie

### Évolution démographique
- Sources : INS, Rem. : 1831 jusqu'en 1981 = recensements, depuis 1990 = nombre d'habitants au 31 décembre[2].